# 박민서 (1998년)
박민서(한국 한자: 朴珉緖, 1998년 6월 30일 ~ )는 대한민국의 축구 선수이며, 포지션은 공격수이다. 현재 경남 FC 소속이다.

## 선수 경력
박민서는 2019시즌을 앞두고 K리그2의 아산 무궁화 축구단에 입단했다. 2019년 3월 2일 열린 전남 드래곤즈와의 경기에서 프로 데뷔전을 치렀으며 이 경기에서 프로 데뷔골을 기록했다. 2019년 9월 28일 열린 수원 FC와의 경기에서 멀티골을 기록해 팀의 2-2 무승부를 이끌어냈으며 이 공로로 리그 30라운드 MVP로 선정되었다. 2019시즌 리그에서 23경기 5골을 기록했다.
2020시즌을 앞두고 충남 아산 축구단에 합류했다.